# Euthyone dremma
Euthyone dremma är en fjärilsart som beskrevs av Dyar 1910. Euthyone dremma ingår i släktet Euthyone och familjen björnspinnare. Inga underarter finns listade i Catalogue of Life.